# Cantate Domino canticum novum
Cantate Domino canticum novum (Chantez au Seigneur un chant nouveau) est une œuvre pour chœur mixte ou solistes et orgue écrite par Arvo Pärt, compositeur estonien associé au mouvement de musique minimaliste.
Avant lui, depuis des siècles, de nombreux compositeurs avaient déjà mis ce psaume en musique.

## Discographie
Discographie non exhaustive.
- Sur le disque De profundis, par le Theatre of Voices dirigé par Paul Hillier, chez Harmonia Mundi (1997)
- Sur le disque Beatus, par le Chœur de chambre philharmonique estonien dirigé par Tõnu Kaljuste, chez Virgin Classics (1997)
- Sur le disque Arvo Pärt: A Portrait, chez Naxos (2005)